# IS-3
IS-3「イス・トゥーリー」（ロシア語: ИС-3、ウクライナ語: ЙС-3、ポーランド語: JS-3）は、第二次世界大戦末期においてソビエト連邦が開発した重戦車。
日本語文献においてもポーランド語やウクライナ語、ドイツ語や英語の表記に従ってJS-3と書かれることも少なくない。「IS/JS」とはヨシフ・スターリンのイニシャルであり、そのためスターリン3型重戦車とも呼ばれる。また、公式の車両名称として「マーシャル・スターリン」が提案されていたことがあるが、不採用となっている。

## 概要
第二次世界大戦後期のソ連軍主力重戦車だったIS-2の後継車として、1945年4月から生産が開始された。しかし、第二次世界大戦の参加には間に合わなかった。
徹底的に防御性能向上に拘った結果、多用された傾斜装甲、被弾率低減のために扁平となった車高と砲塔など、当時としては斬新な重戦車に仕上がった。1945年9月7日に、ドイツのベルリンにおける戦勝記念パレードで、第2親衛戦車軍第71親衛重戦車連隊所属の52輌が披露された時、その先鋭的なシルエットと巨大な砲に、西側の連合軍首脳は度肝を抜かれ、これに対抗するためアメリカはM103重戦車、イギリスはコンカラーといった重戦車を開発することとなった。
その一方で、本車は搭載弾数の少なさやエンジン周りのトラブルなどの欠点があり、西側諸国の評価は過大だったいう意見も出たが、M103重戦車やコンカラーも同様の問題に直面し、重戦車という分類全ての問題であると言える（M103やコンカラーも駆動系に問題を抱え、搭載弾数も改良後で30数発しか無い、しかし搭載弾数を妥協しない場合WW2末期の独重戦車のように車体容積の増加＝車重の増大となる）。
本車は1945年5月から1946年7月までに2305輌が製造された。その後は拡大発展型のIS-8改めT-10が登場したが（生産直前にヨシフ・スターリンが死去したので名称が変更）、IS-3自体も1940年代後半から1960年代半ばにかけて、2回もの近代化改修が施されて部隊で運用されていた。1980年代までに徐々に部隊を退いて予備兵器扱い、そして保管庫扱いとなって退役した。

## 開発
1944年、IS-2重戦車は量産に入ってからも改良が行われて防御性能が増したが、それでも交戦中だったドイツ軍の8.8cm砲に対しては不十分であることをソ連軍は承知していた。そのため、同年4月8日にIS-2の改良型または新型重戦車の開発が決定された。開発作業は、第100実験工場（レニングラード）とChKZ設計局（チェリャビンスク）の競合となった。
第100実験工場では、試作車であるオブイェークト244、オブイェークト245、オブイェークト248のテスト結果をベースとして、新設計の2車種を製作。この車両の前部は、傾斜角7°の2枚の状面装甲板を組み合わせた、三角形状の尖った形状をしていた。この車体前部の形状は、シベリアに生息するカワカマスの頭部に似ていたことから、開発関係者は「シチュチー・ノス（カワカマスの鼻）」と呼び、更に乗員は「シチュカ（カワカマスの意）」と呼ぶようになった。
一方のChKZは、1943年から「K戦車」と呼ばれる新型戦車の開発計画に着手しており、これはオブイェークト701へと名称変更された。
こうして1944年春から複数の設計チームが試作車両の製作の取り掛かり、同年10月に完成するもV-11（旧名：V-2-IS）エンジンとギアボックスに問題があり、いずれの試作車もテスト結果は芳しくなかった。
ChKZでは同年11月に新たな試作車両を完成させ、設計局内ではキーロヴェッツ1、ソ連軍ではJSモデルAと名付けられた。同年11月24日からChKZの設計スタッフによるテストをスタートさせ、翌25日からは軍関係者を交えたテストも開始した。その後、モスクワ近郊のクビンカにある試験場に送られ、12月18日 - 12月24日にかけて国家試験を受けた。
同時期、第100実験工場では、第48中央調査機関から派遣された専門家と共に、試作車のシチュチー・ノス状の車体前部は戦場で有効であると分析。この分析は、ChKZのキーロヴェッツ1のテスト報告書にも書き加えられた。戦車工業人民委員部はそれらの報告書を元に、キーロヴェッツ1に第100実験工場と第48中央調査機関の分析結果を採り入れた新しい試作車両の製作をChKZに命じた。すなわち、第100工場のシチュチー・ノス状の改良車体に、キーロヴェッツ1の砲塔を搭載するというものである。
ChKZは、1945年1月に新たな試作車両オブイェークト703の開発を開始し、2月14日に完成した。そして3月24日から4月1日にかけてテストが行われた結果、IS-3として制式採用された。

## 構造
原則として生産当初の構造について記載。のちに改修されたIS-3UKNおよびIS-3Mの構造については型式を参照。

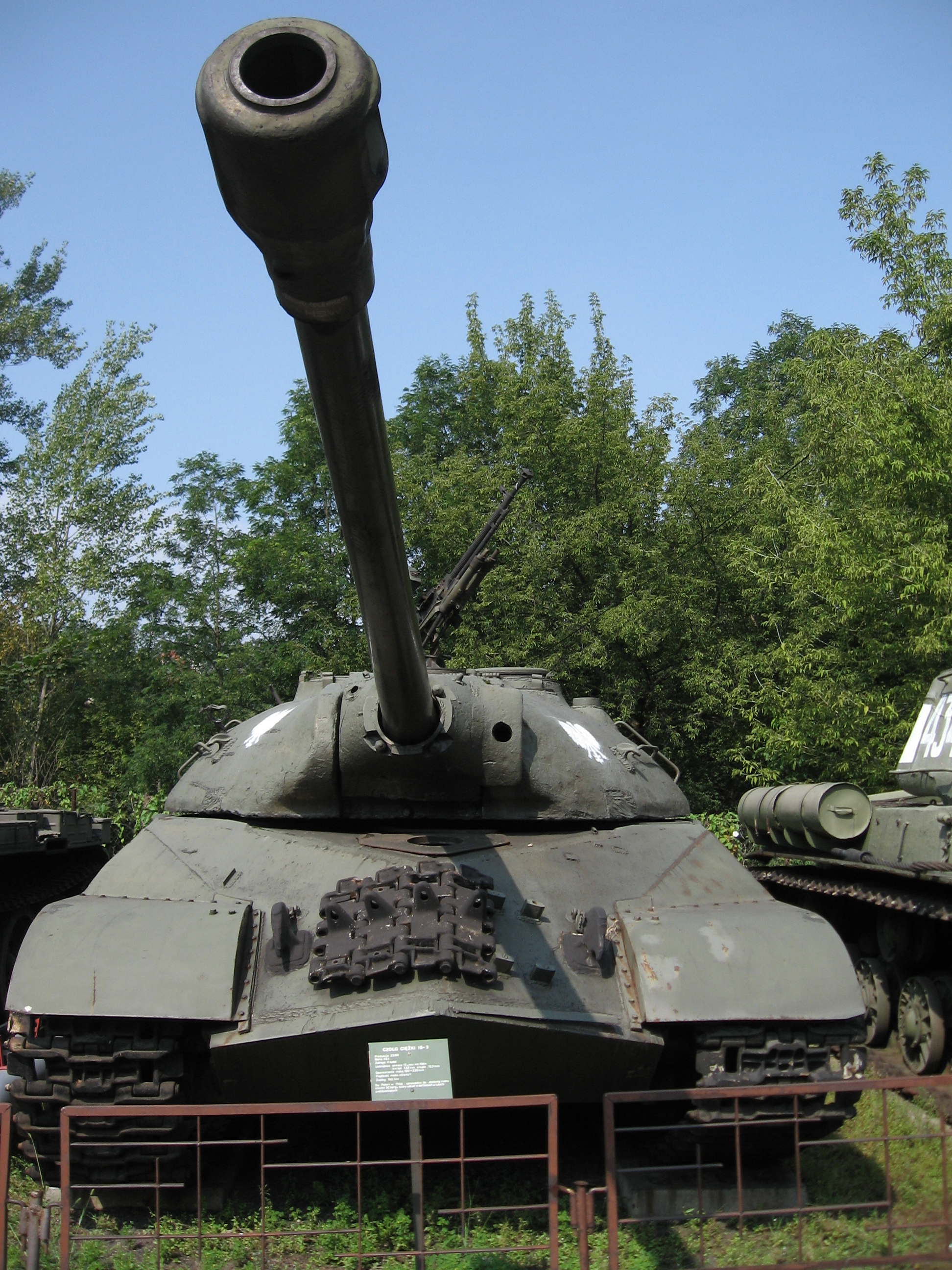
正面から見たIS-3。車体前面および側面を傾斜装甲として防御性能を高めている。被弾面積を小さくするため、砲塔のデッドスペースを削減して車高を低くしている。

### 武装
主砲として、IS-2にも搭載されていた122 mm D-25T L/43 戦車砲を引き続き採用。射程は、Tsh-17望遠鏡式標準器を使用して約5000ｍ。半自動装填装置を備えるも、砲弾は分離装薬式であるため、発射速度は2 - 3発/分程度。砲弾収納数は28発で、砲弾の内訳は、18発のHE弾と10発のAP弾だった。砲塔は電動駆動で旋回速度は12°/秒。
同軸機銃として7.62 mm機関銃DTを主砲防盾の右側に備える。そして、砲塔後部の右側のリングマウントには、対空迎撃用として12.7 mm重機関銃DShKを搭載した。
初期生産車は車両によっては車体後面の上部左右に、円筒形のBDSh-5煙幕発生装置を2基備えていることもあった。後期生産車では標準装備となり、円筒側面の形状が変更された。

### 装甲
大戦中のソ連戦車は傾斜装甲を多用していたが、本車は前面装甲にもそれを展開するほど徹底し、車高と砲塔の扁平さは当時としては極めて先鋭的であった。この特徴的な車体前面装甲は形状が似ている「シチュチー・ノス（カワカマスの鼻）」と呼ばれ、「シチュカ（カワカマス）」がIS-3その物に対する通称となった。これはIS-2の前面装甲部分の欠点を解消した設計ではあるが、初期においては溶接の不良で振動（主砲の射撃時や路外地走行時等）により装甲が剥離するというトラブルが発生した。
IS-3は重装甲と122mm砲を持つ重戦車であるにもかかわらず、45tとパンター戦車並みの重量しかなく、全長以外はそれ以下のサイズに抑えられていたが、これは内部容積を犠牲にした結果であり、主砲の発射速度などに悪い影響を与えた。

### 駆動系
エンジンはIS-2にも搭載されていたV-11（V-2-ISより改称）を搭載。4ストローク12気筒ディーゼルエンジンで、520馬力を発揮した。足回りはトラブルが多く、その後2回に渡る改修で補強や改良が施されている。
車内には450リットルの燃料タンクを2基備える。さらに、車体側面には左右合わせて4個、後面の左右に計2個の増加燃料タンクも取り付け可能だった。

### その他
従来のソ連戦車にあった砲塔上部の車長用キューポラが廃止され、2分割式の大型ハッチとなった。このハッチの左右と前方左側にMK-IVペリスコープを搭載。
砲塔側面には跨乗歩兵用の手すりを設置。前部は水平配置に左右1ヶ所、後部は縦配置に左右4ヶ所の手すりが溶接留めされている。
このほか、TPU-4bis車内通話機、車外との通話用に10RK-26通信機などの通信機器を備えた。
初期生産車は雑具収納スペースが車体側面後部にあり、後面の両端にはこのスペース用の三角形状の開閉ハッチが付いていた。後期生産車になると、この雑具収納スペースが前部にまで延長され、側面には長方形状の開閉ハッチが左右各4ヶ所に設置されるようになった。
製造車両ごとに、砲塔上面のアンテナ基部の形状、砲塔の鋳造湯口処理跡、履帯の形状などに細かい差異があった。

## 運用
当初の計画では、1945年4月に25輌、5月は100輌、6月で250輌をChKZの工場で量産する予定だった。しかし実際の量産開始は同年5月からであり、月末までに完成したものは約30輌のみで、工場内の審査を通過したものは17輌に過ぎなかった。その後、IS-3の量産は1946年7月まで続けられ、総生産数は2305輌である。
第二次世界大戦にこの戦車が間に合い、独ソ戦で実戦に参加したかどうかは過去論議されていたが、現在では部隊配備はされたもののトラブルの解決や訓練に時間をとられ、ベルリンへの輸送中に終戦を迎え、実戦参加は無かったと断言されている。また満洲侵攻では第1極東方面軍配備の一個重戦車連隊が投入され、吉林省を自走し大連に達したが、戦闘を経験することなく終戦を迎えた。
IS-3が最初に戦闘を行ったのは1956年のハンガリー動乱で、戦後改修型のIS-3UKNがブダペストでの市街戦に投入されるも数輌が撃破された。
1967年の第三次中東戦争ではエジプト軍に売却された約100輌のIS-3UKNにより、初の本車による対戦車戦闘が行われた。シェイク・ズワイドにおいてイスラエル国防軍第401機甲旅団所属のM48パットンA2戦車は、20～30輌のIS-3Mと戦闘に入ったが、命中した90mm砲弾は弾き返されてしまった。しかし未熟なエジプトの戦車兵は後部の補助燃料タンクを装着したままで、これに気付いたイスラエル側が曳光徹甲弾で狙撃し5、6輌を炎上させたところで、残りのエジプト戦車兵はパニックに陥り逃走、放棄されたIS-3UKNは無傷で捕獲されたという。ラーファ付近ではスーパーシャーマンとM48A2を相手に、エジプト第125戦車旅団の60輌と21輌ずつのIS-3UKNで編成された他の二つの重戦車旅団が戦ったが、練度の差で接近戦に敗れ、車体を隠蔽しての待ち伏せによる戦法でイスラエル軍を苦戦させたこともあったが、最終的に73輌が失われた。一部はイスラエル軍に鹵獲装備され、エンジンをT-54の物に変更するなど改修を加えたが、部品供給の問題もあり最終的にはヨルダン川沿岸に車体を埋めトーチカ代わりとなった。
また、1960年代末の中ソ国境紛争でもソ連軍はIS-3Mを投入したとされる。
ソ連軍でのIS-3Mは1970年代まで装備車輌リストに含められており、後に北方領土で沿岸防衛用のトーチカ代わりとして長く使われ、現在も放棄され錆び付いた物が残されている。
2014年にウクライナ国内で勃発したドンバス戦争では、ドネツィク州のコンスタンチノフカでモニュメントとして展示されていたJS-3Mが、親ロシア派の武装勢力に奪取されてウクライナ軍との戦闘に使用された。同年7月7日にウクライナ軍がコンスタンチノフカを奪還後、このIS-3Mもウクライナ側の手に渡り、元のモニュメントに戻された。

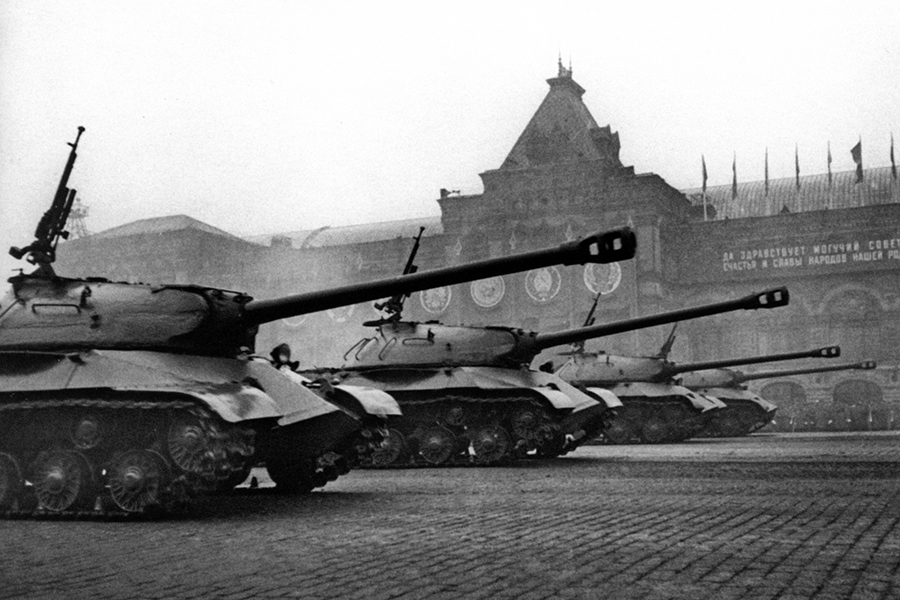
赤の広場の戦勝パレードに参加するIS-3（1945年6月24日）。
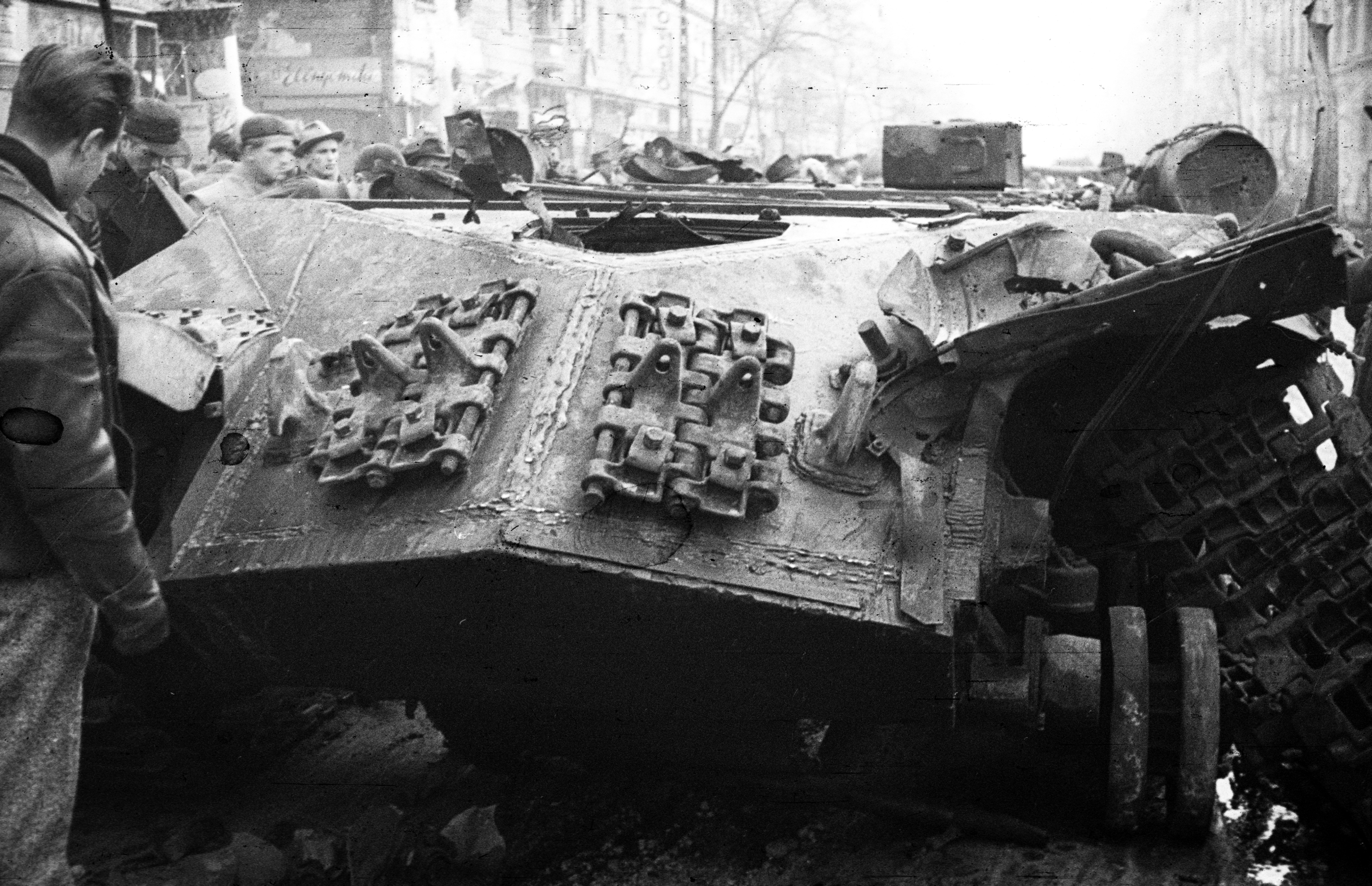
1956年のハンガリー動乱での戦闘で撃破されたソ連軍のIS-3UKN。
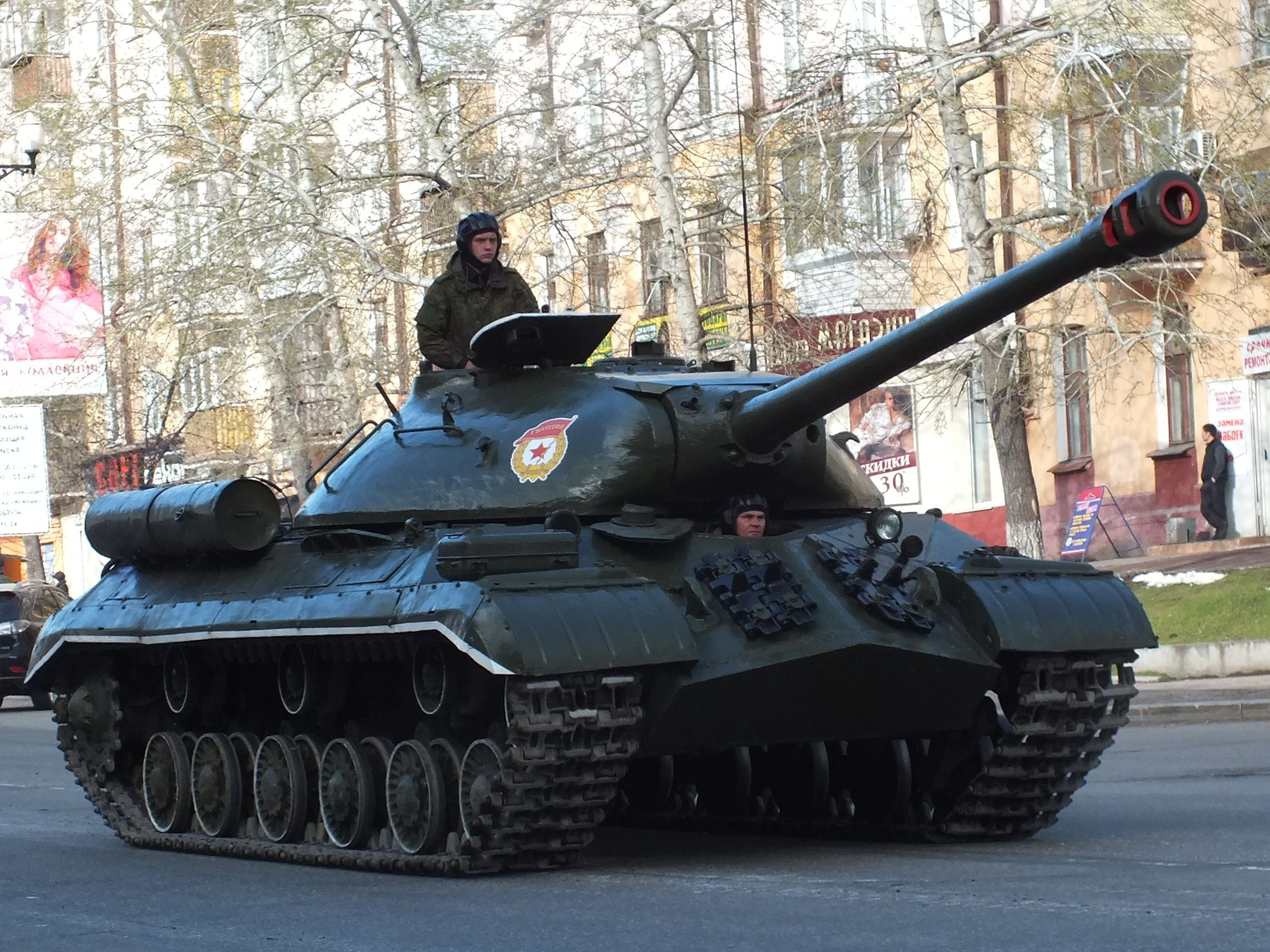
ハバロフスク軍事史博物館が所有しているIS-3M。数少ない動態保存車のひとつ。

## 他国での運用
ソ連以外の国にもIS-3は輸出されているが、先代のIS-2に比べると運用実績は少ない。
最も多くのIS-3を運用した国は前述のエジプトであり、約100輌のIS-3UKNを、1956年初期と1960年代初期の2回に分けて受領している。車体は淡いサンドカラーに塗装された。高温の砂漠地帯での運用を考慮し、燃料タンクから不要な燃料を捨てるドレインパイプの増設が行われた。
1967年の第三次中東戦争で、エジプトの交戦国だったイスラエルは、エジプト軍からIS-3UKNを多数鹵獲。イスラエル軍で運用するべく、同軍仕様のアンテナおよび通信機器へ換装、排気口の上に垂直上のパイプと機関室上面にグリルを追加する改造が行われた。中には重牽引車や戦車回収車として運用された個体もある。また、1973年の第四次中東戦争に先立ち、スエズ運河沿いのバーレブ・ラインやポートサイド近郊の陣地で、エンジンとトランスミッションを撤去し、砲塔に増加装甲板を装備したトーチカとして運用した。
チェコスロバキアでは軍事学校（1校のみ）用としてわずかに使用され、ポーランドはテスト用として2輌を受領しただけである。なおチェコスロバキアのIS-3は、同軍仕様のホーンに交換されている。

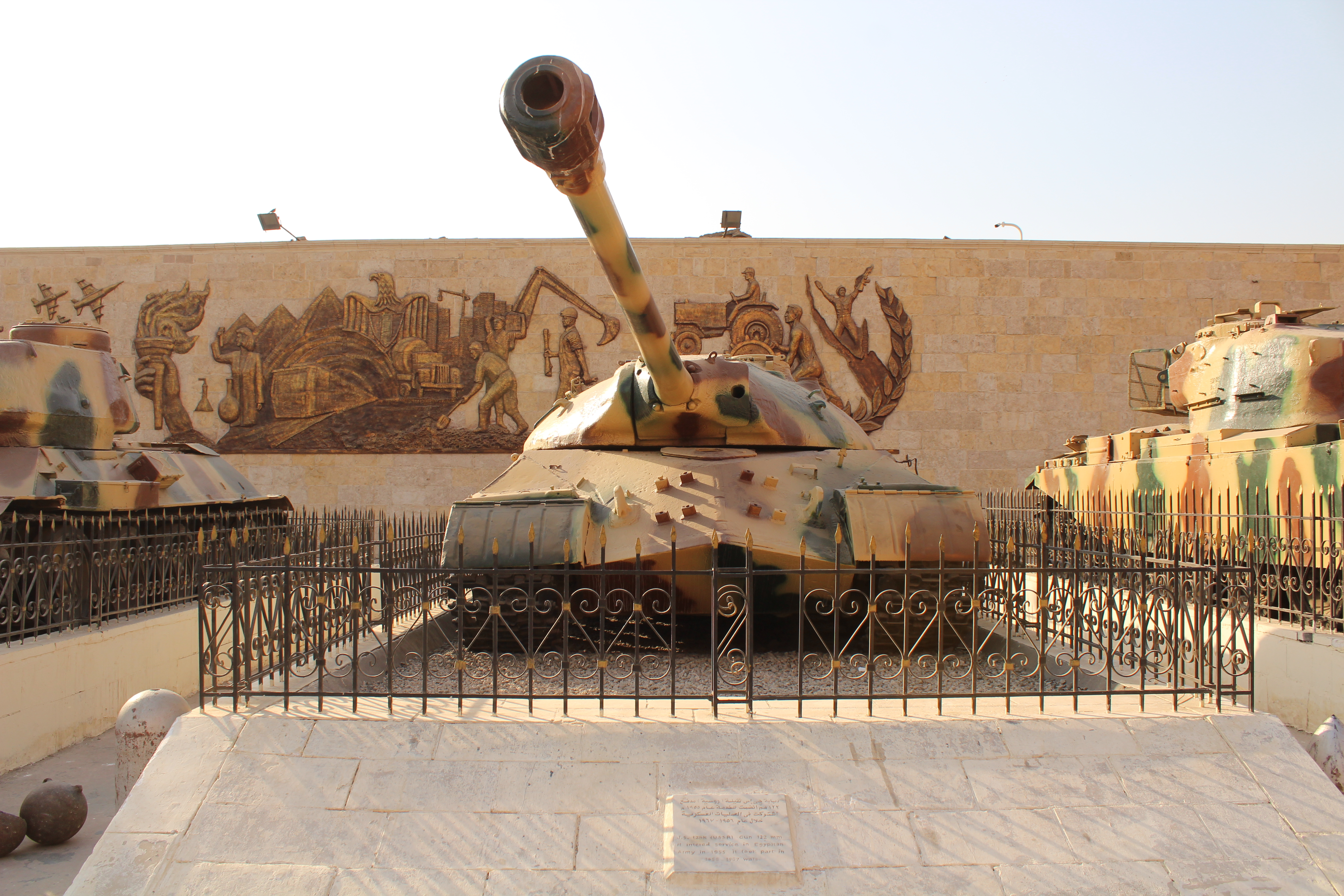
元エジプト軍のIS-3UKN。この車両は迷彩塗装がされている（カイロ国立軍事博物館）。
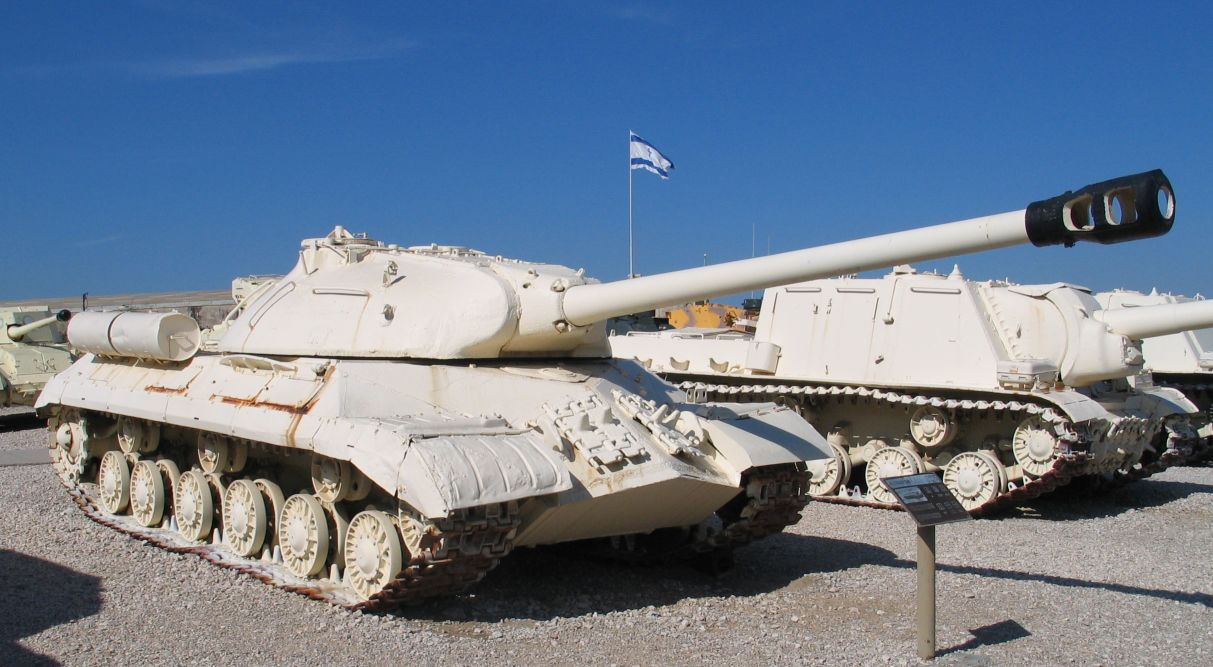
元イスラエル軍のIS-3UKN（ラトルン戦車博物館）。
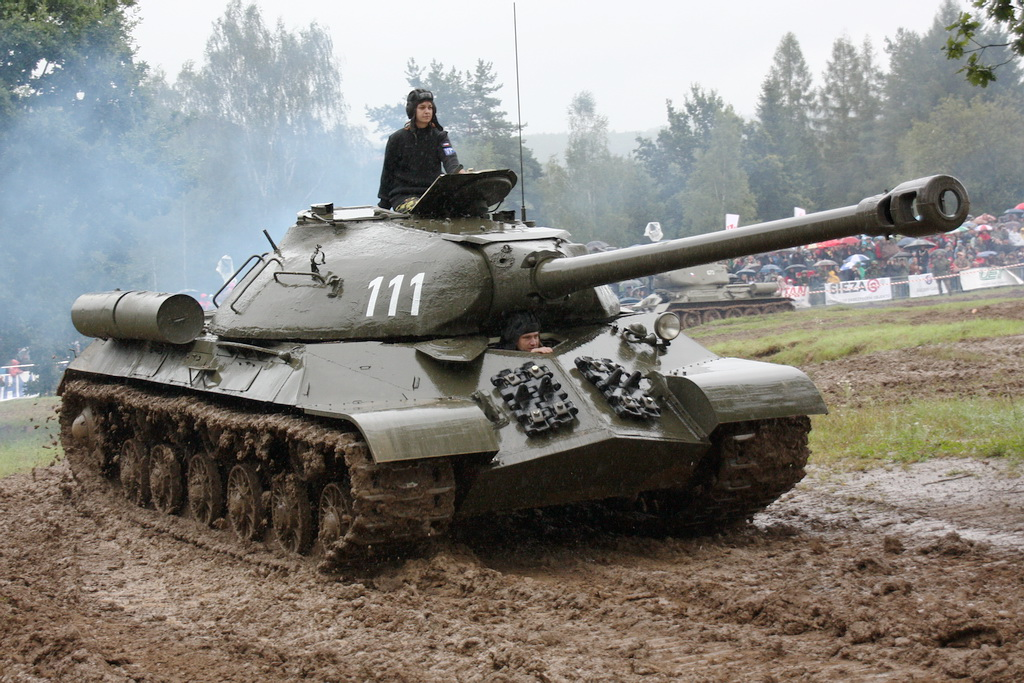
元チェコスロバキア軍のIS-3。現在はレザニー軍事技術博物館の所有車両で、走行可能なように動態保存されている。
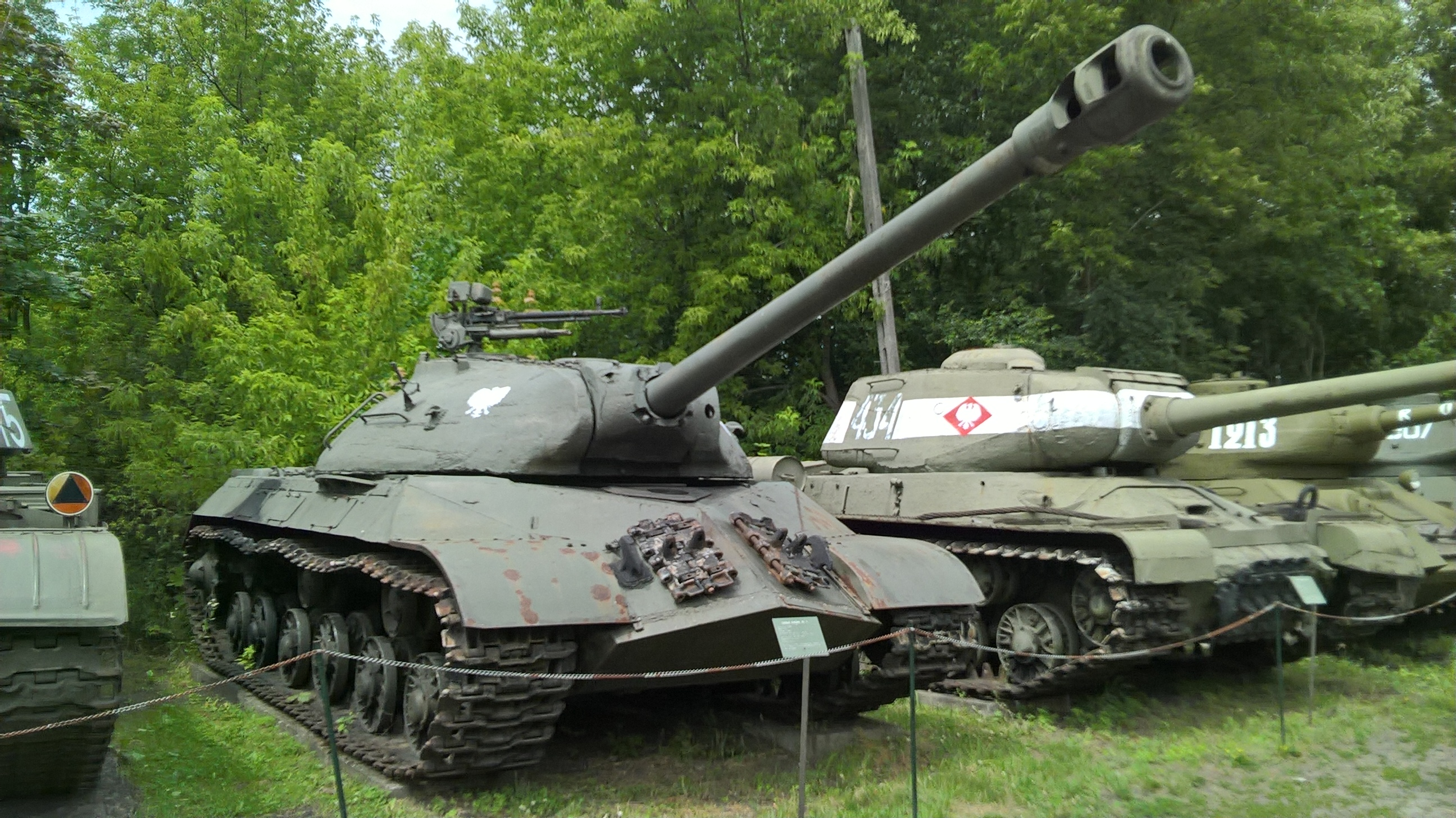
元ポーランド軍のIS-3。右の車両は先代のIS-2重戦車で、車体形状の差異が判る。いずれもポーランド軍事技術博物館の所有。

## 型式
IS-3
基本型。大多数が後述のUKN型およびM型へ改修されているため、現存数が少ない。
IS-3UKN
1948年から1952年に行われた第一の改修型。文献によってはIS-3 1953年型とも呼称される。
外観では車体側面にサイドフェンダーが追加され、それに伴ってフロントフェンダーおよびリアフェンダーも大型のものに交換されている。車内通話機をTPU-4-47に、通信機を10RT-26Zへ換装。エンジン用ブラケットの補強、ギアボックス・マウントの改良、砲塔下部プレートおよび車体下面の強化と改良、メインクラッチの改設計が行われた。こうした改修によって重量が49tへ増加した。
ヘッドライトをFG-10からFG-100へ、転輪のハブキャップが5個で固定するタイプから10個で固定するタイプへの交換なども行われた。車長用のペリスコープをTPK-1に変更された車両もある。
IS-3K
IS-3UKNの指揮車型。砲塔内部の右側にR-112通信機とAB-1-P/30バッテリーを増設した。
IS-3M
1950年代末から1960年代半ばにかけて行われた第二の改修型。
車体底面を強化、車体後面にも補助材を追加して車体剛性を高めた。足回りは、エンジンをV-54K-IS（520馬力）へ、エアクリーナーはVT-5から多機能型の2-VTIに換装し、転輪と誘導輪の軸受（ベアリング）が強化された。潤滑システムと電気システムの改良も行われ、NICS-1暖房装置が搭載された。通信機車はR-113、車内通話機はTPR R-120になる。車長用ペリスコープはTPK-1が標準装備となり、操縦手用のTV-2暗視装置も装備した。ヘッドライトは、前面右側にIRフィルター付きのFG-125と灯火管制（ブラックアウト）カバー装着のFG-102の合計2基の装備となった。また、従来のFG-100ヘッドライトを2基装備した車両もある。
1961年のオーバーホールからさらなるに改良が実施された。副武装については同軸機銃のDTがDTMへ、対空機銃のDShKはDShKMへ更新された。通信機器はさらに改良されたR-123とTPR R-124となった。フロントフェンダー上面の右側に外部オイルタンクを、同じく左側にはMZA-3燃料給油器具の収納箱を設置。更に車体後面の左上（ポジションライト下）には、歩兵交信用の通信機接続基部を増設した。これらの改良が施された車両はIS-3M 1960年型とも呼ばれる。
1960年代半ばには、電子機器の改善やT-55中戦車などの最新システムを流用したマイナーチェンジが行われた。
IS-3MK
IS-3Mの指揮車型で、専用装備類はIS-3Kと同一。どちらの指揮車型もごくわずかしか改修されなかった。

## 派生型
オブイェークト704（ISU-152 1945年型）
IS-3の車体を基に、ML-20MS 152mm榴弾砲を搭載した重自走砲。1両のみ試作された。